# 陳哲
陳 哲（ちん てつ、チェン・ゼ、Chen Zhe 1975年10月14日- ）は中華人民共和国出身の野球選手。ポジションは一塁手。右投右打。現在は北京タイガースに所属している。恵まれた体格を生かした長打力が売りで、代表チームでは4番の経験もある。2006年にはワールドベースボールクラシック中国代表に選出された。